# Компаративістика в Україні
Компаративістика – це наука, яка вивчає виявлення здібностей між літературних зв’язків на основі зіставлення творів різних народів, та часових меж. Термін littérature comparée виник у XVIII ст. у Франції, та закріпився як назва наукової дисципліни.

## Задачі компаративістики
Компаративістика, як наука ставить перед собою вивчення літературних явищ: твору, літературної спадщини письменника, жанру, та стилю, через вихід за межі окремого національного письменства. Зіставляючи національні літератури, компаративістика прагне глибше пізнати – ідеологічні, та етнічні контексти минулого та сучасного.
Основними задачами компаративістики вчені називають:
- типологічне дослідження літератури.
- порівняльно-історичне літературознавство.
- перекладознавство.
- міжкультурні студії (розділ компаративістики, що вивчає образи народів у літературній спадщині інших народів).

## Українська компаративістика в XIX-тому столітті.
У першій половині XIX-го століття у компаративістиці водиться роль високого літературного зразка, з метою вироблення витонченого естетичного смаку, що увиразнювало подальше вивчення проблеми вибору творів для перекладу потреб літературного поступу. Застосований у перекладі спосіб відтворення високого стилю оригіналу народопісенними засобами, як альтернативу травестійним за своїм перекладом першим українським переспівам, указав шлях подолання бурлескно-травестійної манери в українській літературі., що мало вагоме значення для її подальшого розвитку загалом. Це переконливо засвідчує переспів Гулаком-Артемовським "Рибалки" німецького поета Йоганна Гетте, як першої в українській літературі спроби передати почуття: ніжності, та піднесення.
Епохальне значення для компаративістики України в XIX-го столітті, були праці – Пантелеймона Куліша. У своїх наукових працях «("Об отношении малороссийской словесности к общерусской (Эпилог к "Черной раде") 1857 року, та у праці "Погляд на українську словесність" 1860 року. Чітко окреслюється вагома складова літературознавчої концепції вченого, що ґрунтується на ідеї самобутнього розвитку української літератури, та водночас її європеїзації. Крім того Пантелеймон Куліш працював із творами видатних світових поетів: Шекспіра, Байрона, Шиллера, Фетте, приділяючи основну увагу ідейно-тематичному та жанрово-стильовому збагаченні літератури, отже, - розуміння літературного значення у розширені горизонтів рідної літератури.
Іван Франко вважав переклад, як вагоме явище національного літературного розвитку, а отже – об’єктом компаративістичних студій. У своїх наукових працях: «Поезія XIX віку і її головні представники» 1895, а також «Інтернаціоналізм та націоналізм в сучасних літературах» 1898 року, Іван Франко осмислював переклад, як важливу складову збагачення та оновлення української літератури з огляду на процес взаємопроникнення двох визначальних явищ: інтернаціональної та націоналізації. При цьому поет надавав вагомого значення проблемі вибору творів враховуючи потенційну здатність перекладу як художнього явища впливати на національний літературний поступ. Також вагомий внесок у розвиток компаративістики Іван Франко зробив вивчаючи твір «Іліада», де зумів цікаво розставити акценти твору. Відійшовши від різкої критики твору до осмислення значення перекладу для розвитку національної літератури для історика літератури першочергову вагу мають не так проблеми у творі, як з’ясування того, наскільки органічно переклад увійшов до національного літературного контексту та функціонує в ньому, поповнюючи його художньо-естетичний потенціал.
Також у цей час працює, ще один видатний український діяч – Михайло Драгоманов. У своїх працях "Література російська, великоруська, українська і галицька" 1873 року, та у праці – "Листи на Наддніпрянську Україну" 1890-ті роки XIX століття, вчений у концепції своїх робіт переконує в необхідності розширення ідейно-тематичних меж української літератури та осмислення перекладу як одного з головних засобів її європеїзації. Михайло Драгоманов уперше науково обгрунтував проблему перекладу в контексті жанрово-стильового збагачення української літератури. Враховуючи переважно простонародний характер української літератури та наголошуючи на важливості вибору для перекладу творів, подібних нашому напрямку які б органічно вписалися в контекст літератури-реципієнта. Надаючи перевагу першочерговому значенні перекладу кращих зразків реалістичної літератури.

## Українська компаративістика в XX-тому столітті.
Інтересом до української компаративістики та літературознавства в середині XX століття пов’язане певною мірою з політичними чинниками. З одного боку, панівний радянський комуністичний режим, здобувши перемогу у Східній Європі внаслідок Другої світової війни, був зацікавлений у «науковому» обгрунтуванні «культурної єдності» слов’янських народів та народів СРСР. Повернення до компаративної проблематики відбувалося на тлі домінування ідеологічної великодержавницької ідеології російської літератури й культури для розвитку інших національних культур народів СРСР, а отже нехтування чи принаймні кон’юнктурного трактування зворотніх впливів та ширших регіональних взаємодій. Водночас дана літературознавча галузь актуалізувалася в умовах майже цілковитого браку методологічних пропозиції.
1950-х рр. з’являються монографічні праці зі славістики, присвячені зв’язкам української літератури з іншими слов’янськими, та проблемам літературних взаємин і генетико-контактних зв’язків письменника з іншою літературою. Ці праці здебільшого зводилися до перерахування фактів критичної рецепції літературних явищ та реєстрації й оцінки перекладів, подекуди навіть без докладнішого аналізу неоригінальних версій. Оцінка літературо-критичних відгуків здебільшого підганялася під шаблони "прогресивності" чи "консерватизму" інтерпретатора. У цей час працюють такі науковці, як: Леонід Білецький, у статтях до «Кобзаря» (1950-ті) роки, вказує на побутування українських тем у європейських літературах, на спільні жанрові-стильові тенденції, в розвитку літератури, та на іншомовні джерела Шевченкових творів та особливості їх переробки поетом. У 1958 році О.Білецький зробив спробу стисло накреслити нову парадигму вітчизняного порівняльного літературознавства, яке мало стати більш чутливим до проблеми типологічних зіставлень мистецьких явищ і світового літературного контексту: Визначаючи місце української літератури серед інших літератур слов’янства, ми не можемо обмежуватися тільки встановленням зв’язків української літератури з літературами східного, південного, та західного слов’янства. Ми повинні поставити питання про індивідуальну своєрідність української літератури, про ті особливості, які забезпечили її своє місце у світовій літературі».
1950-1960-ті роки активізувалися дослідження з проблем "Російський письменник та українська література" і ширше – "Український письменник і зарубіжна література". У 1957 – році у праці Н. Крутікової  "Гоголь та українська література" з’ясовується роль української традиції у формуванні індивідуального стилю М. Гоголя. Метою монографічної роботи було вирішити питання про вплив Гоголя на формування реалістичного напрямку в творах українських письменників. У праці автор на прикладі монографії зіставляє творчість Гоголя з іншими українськими авторами, виявляючи увагу до джерел індивідуального художнього мислення. У працях І. Журавської "Іван Франка і зарубіжна література", "Леся Українка і зарубіжна література", а також монографіях інших авторів зіставлення ґрунтуються проблемно-тематичними перегуками творів і критичними відгуками українських письменників про явища зарубіжних літератур.

## Використанні джерела.
- http://elcat.pnpu.edu.ua/docs/Suchasna.pdf
- https://shron1.chtyvo.org.ua/Nalyvaiko_Dmytro_Serhiiovych/Natsionalni_varianty_literaturnoi_komparatyvistyky.pdf?PHPSESSID=i69uqa5jkvu5orpc19201chme3
- Ясь О.   Компаративні історії: інструментальні можливості, порівняльні перспективи та пізнавальні ліміти: Аналітична записка. – Київ: НАН України. Ін-т історії України, 2023. – 50 с.  https://www.academia.edu/114237573